# Zoran Sretenović
Zoran Sretenović (in serbo Зоран Сретеновић?; Belgrado, 5 agosto 1964 – Belgrado, 28 aprile 2022) è stato un cestista e allenatore di pallacanestro jugoslavo, dal 1996 serbo.

## Palmarès

### Giocatore
- YUBA liga: 4

Spalato: 1987-88, 1988-89, 1989-90, 1990-91
- Coppa di Jugoslavia: 2

Spalato: 1990, 1991
- Coppa di Germania: 1

Brose Bamberg: 1992
- Coppa di Jugoslavia: 1

Partizan Belgrado: 1994
- Coppa dei Campioni: 3

Spalato: 1988-89, 1989-90, 1990-91

### Allenatore
- Coppa di Polonia: 1

Starogard Gdański: 2011
- Supercoppa polacca: 1

Starogard Gdański: 2011